# Orthopädieschuhtechnik
Die Orthopädieschuhtechnik (Eigenschreibweise laut Titelseite: Orthopädie Schuhtechnik) ist eine monatlich erscheinende, überregionale Fachzeitschrift für Orthopädieschuhtechniker. Sie ist das offizielle Organ des Zentralverbandes Gesundheitshandwerk Orthopädieschuhtechnik (ZVOS), der auch als Herausgeber fungiert, und des Internationalen Verbandes der Orthopädieschuhtechniker (IVO). Die Ausgabe im Juli/August erscheint als Doppelnummer.

## Themen und Verbreitung
Die „Zeitschrift für Prävention und Rehabilitation“, so der Untertitel, befasst sich mit allen Produkten, Materialien, Arbeitsweisen und Verfahren für die medizinische und handwerkliche Versorgung des Fußes und des Beines. Inhaltlich werden neue Ergebnisse der wissenschaftlichen Forschung für die medizinische Versorgungspraxis ebenso behandelt wie Anregungen für eine kundenorientierte Gestaltung des Orthopädiebetriebs oder Konzepte für die „erfolgreiche Positionierung in der Zukunft“. Zu den Themen im ersten Quartal 2017 gehörten u. a. Fuß- und Gangveränderungen im Alter, Bewegungsanalyse, Kompressionsversorgung sowie Orthesen und Bandagen.
| 1998 | 1999 | 2000 | 2001 | 2002 | 2003 | 2004 | 2005 | 2006 | 2007 | 2008 | 2009 | 2010 | 2011 | 2012 | 2013 | 2014 | 2015 | 2016 | 2017 | 2018 | 2019 | 2020 | 2021 | 2022 | 2023 | 2024 |
| ---- | ---- | ---- | ---- | ---- | ---- | ---- | ---- | ---- | ---- | ---- | ---- | ---- | ---- | ---- | ---- | ---- | ---- | ---- | ---- | ---- | ---- | ---- | ---- | ---- | ---- | ---- |
| 3980 | 4030 | 5853 | 4061 | 3932 | 3834 | 3817 | 4068 | 4258 | 3449 | 3685 | 4004 | 3599 | 3817 | 3722 | 4282 | 3074 | 3786 | 3015 | 4107 | 3582 | 3930 | 3128 | 3310 | 3215 | 4457 | 3387 |

## Sonstiges
Abonnenten erhalten zusätzliches zu den Monatsausgaben ein themenbezogenes Sonderheft, zwei Ausgaben der Zeitschrift „Komfortschuhe Spezial“ und einen Wandkalender.
Zu den Verlagsschwestern der Orthopädie Schuhtechnik gehören u. a. die thematisch vergleichbar gelagerten Publikationen Der Fuss (Eigenschreibweise DER FUSS), Komfortschuhe und Foot & Shoe sowie Ausbau + Fassade als überregionale Fachzeitschrift für Stuckateur- und Ausbauhandwerker und MTDialog, eine Fachzeitschrift für Sanitätsfachhandel, medizintechnischen Fachhandel und Industrie.